# Reino de Bosnia
El Reino de Bosnia o Reino bosnio (en bosnio: Краљевина Босна) fue uno de los reinos medievales de los Balcanes que surgió como una entidad política autónoma en el siglo XII, elevando al reino a finales del siglo XIV.

## Historia

### Origen
En la Edad Media, la región conocida como «Bosnia» fue un territorio mucho más pequeño que el estado moderno. Parece haberse situado en lo que hoy es el centro-oriental de Bosnia, en la región de Drina. La primera referencia real a Bosnia proviene De Administrando Imperio del siglo X, en el que se define como un chorion (provincia) de Serbia. El actual noroeste occidental de Bosnia se organizó en Župas (por ejemplo, Livno), que estaban subordinados a los príncipes y duques croatas a partir del siglo IX. Virtualmente no se sabe mucho de la parte norte de la actual Bosnia, John Fine sostiene que, si estaba poblado, podría haber sido gobernado por jefes locales eslavos, con las zonas más septentrionales (es decir, Usora, Sol), posiblemente estarían bajo nominal control búlgaro. En lo que hoy es la costa de Herzegovina, y el sur de Croacia y Dalmacia, tres principados eslavos —Travunia, Zachlumia y Neretvia— existieron desde el siglo IX. Posteriormente en el siglo X, la influencia sobre estos pequeños principados fue objeto de controversia entre el príncipe Miguel Višević y los príncipes del centro de Serbia.
Para finales del siglo X, parece que Časlav Klonimirović de Serbia consolidó su gobernó sobre la mayoría de estas áreas, incluyendo los principados costeros y «Bosnia». Después de las ofensivas de Samuel de Bulgaria a través del noreste de los Balcanes, los bizantinos aseguraron virtualmente el control de los Balcanes, incluido Bosnia en 1018. Se menciona que Petar Krešimir IV de Croacia gobernó Bosnia durante su reinado, pero con su muerte en 1074 el control de la región croata de Bosnia había caído. Se menciona a un župa independiente de Bosnia como parte de una alianza bizantina que incluía al Príncipe Liutevid de Zachlumia y el župa de Rascia contra los planes expansivos del Gran Príncipe Mihailo Vojislavljević. Voislav derrotó esta alianza y fue ordenado rey por el Papa Gregorio VII en 1077. El hijo de Mihailo Constantino Bodin llegó a conquistar Bosnia en 1082 e instalado a Esteban, uno de sus cortesanos, como príncipe. Después de la muerte del rey Bodin en 1101, estallaron las discordias, y al final del siglo XII, Bosnia se encontraría separada de Bizancio. Algunos intentos de unir a Bosnia y Serbia fueron hechos, especialmente por el rey Kočopar (1102-1103) de Duklja que forjó una alianza con Bosnia contra Rascia y Zahumlje, pero fallo totalmente con su muerte.
Después que Croacia entró en unión personal con el reino de Hungría en 1102, la mayor parte de Bosnia se convirtió en vasallo de Hungría también, aunque esto no podría haber ocurrido hasta varios años después. Desde 1137, el rey Bela II de Hungría reclamó el Ducado de Rama, una región del norte de Herzegovina. Su título incluyó "rex Ramae", ya que el Concilio en Ostrogon 1138, probablemente se refirió a toda Bosnia. Sin embargo, en la década de 1160, el emperador bizantino Manuel I Comneno derrotó a Hungría y restauró Bosnia para el Imperio romano de Oriente por un tiempo.
Durante el siglo XII, los gobernantes de Bosnia actuaron cada vez más autónomamente de Hungría o Bizancio. Siendo realistas, las potencias extranjeras tenían poco control de las regiones montañosas y periféricas de Bosnia. Notablemente, el Ban Borić aparece como una figura prominente en 1154, como un vasallo del rey de Hungría. Él participó en las ofensivas contra los bizantinos, en alianza con Hungría y Rascia, llegando tan al sur como Braničevo.

### Ban Kulin

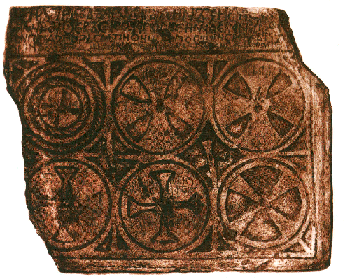
Placa de Kulin Ban encontrada en Biskupići, cerca de Visoko.

Expansión del reino de Bosnia en el siglo :
Extensión en el 1322
Expansión en 1324-1326
Expansión en el 1373
Expansión en 1387-1390

Finalmente, el Imperio bizantino bajo Manuel I Comneno conquistó Bosnia de los húngaros en 1166 y llevó al gobernador nativo Ban Kulin (1180-1204) a Bosnia. Kulin fue el segundo ban bosnio, y él llevó a Bosnia a una guerra exitosa en 1183 junto con Béla III de Hungría, el príncipe Miroslav de Zahumlje y gobernante serbio Esteban Nemanja. Esta guerra terminó por liberar a Bosnia del dominio bizantino, pero volvió a actuar bajo la corona húngara. El resto del gobierno de Kulin parece haber sido pacífica para Bosnia, por lo que el periodo del reinado de Kulin ha sido tradicionalmente recordado como la Era de la paz y la prosperidad. En 1189, Ban Kulin publicó el primer documento escrito de Bosnia, en Bosančica, con respecto a las relaciones comerciales con Ragusa. 
El gobierno de Kulin también marcó el inicio de una controversia con la Iglesia bosnia, una secta cristiana considerada herética tanto por la Iglesia católica y la Iglesia ortodoxa.
En 1203 el príncipe serbio Vukan de Duklja y Zeta acusó a Kulin de herejía y presentó una apelación oficial para el Papa. Kulin astutamente salvo a Bosnia de una cruzada que el Papa estaba preparando para lanzar, afirmando que él siempre fue un fiel católico. En respuesta a los intentos húngaros de utilizar la política de la Iglesia como una manera de reclamar su soberanía sobre Bosnia, Kulin celebró un consejo de líderes de la Iglesia local a renunciar a la herejía en 1203. A pesar de ello, las ambiciones húngaras se mantuvieron sin muchos cambios después de la muerte de Kulin en 1204, disminuyendo solo después de una invasión sin éxito a Bosnia en 1254.
La política de Kulin fue pobremente continuada después de la muerte del ban en 1204 por su hijo y heredero, Ban Esteban Kulinić, que parece haber permanecido alineado con la Iglesia católica. Esteban finalmente fue depuesto en 1232.
La bosnia Krstjani bajo la influencia bizantina coloco como nuevo ban a un noble llamado Matej Ninoslav (1232-1250). Alrededor de esta época, un pariente de Matej, Prijezda I, se convirtió al catolicismo (él anteriormente se pasó a la iglesia bosnia durante un breve período de tiempo). Matej Ninoslav rápidamente cambió su actitud fanática católica y contra la iglesia bosnia y con el tiempo se convirtió en un protector del Krstjani. En 1234 el rey Andrés II de Hungría dio el Banato de Bosnia al herceg (duque) Colomán. Para empeorar las cosas, el legítimo sucesor al trono bosnio de la casa de Kulinić, el conde Sibislav de Usora, hijo del anterior Ban Stjepan comenzó a atacar las posiciones de Ninoslav parta intentar tomar Bosnia para sí mismo. El papa Gregorio IX sustituyó al obispo bosnio que era miembro de la iglesia bosnia en 1235 por Johann, un miembro de los dominicos, y confirmó a Coloman como el nuevo ban legítimo de Bosnia. Los cruzados liderados por el obispo dominico Johann y Colomán invadieron Bosnia y encabezó una larga guerra que duró cinco años completos. La guerra sólo canalizó un mayor apoyo para el Ban Matej Ninoslav, ya que sólo el conde Sibislav se puso de parte del Papa en la cruzada. Matej promulgó un edicto a la República de Dubrovnik, el 22 de mayo de 1240, afirmando que la colocaba bajo su protectorado en la caso de un ataque serbio de Rascia por el rey Esteban  Vladislav I de Serbia. El apoyo de Dubrovnik fue esencial para apoyar la guerra de Matej Ninoslav.
También fue una respuesta debido a las malas relaciones entre Bosnia y Serbia, ya que Serbia no envió ninguna ayuda a Matej contrariamente a la alianza tradicional. Colomán pasó el título de gobernador de Bosnia al primo lejano de Matej, Prijezda, pero Prijezda logró gobernar Bosnia solo por dos o tres años. En 1241, la tártaros invadieron Hungría, por lo que Coloman tuvo que retroceder de Bosnia. Matej Ninoslav inmediatamente volvió a tomar el control de Bosnia, mientras que Prijezda huyó a Hungría exiliado. El edicto de Dubrovnik fue republicado en marzo de 1244. Matej se involucró en la guerra civil que estalló en Croacia entre Trogir y Split, tomando el lado de Split. El rey Bela IV de Hungría estaba frustrado enormemente y consideró esto como una conspiración, por lo que envió un ejército a Bosnia, pero Matej posteriormente hizo la paz. En 1248, Ban Ninoslav astutamente salvo a Bosnia de otra cruzada del Papa pedida por el arzobispo húngaro.

### Cuestionabilidad del trono bosnio
La cuestión de heredar el trono bosnio fue presentada. Los hijos de Ninoslav lucharon valientemente por el título, pero el rey de Hungría logró volver a instalar a Prijezda I (1250-1287) como ban de Bosnia. El Ban Prijezda despiadadamente persiguió a la Iglesia bosnia. En 1254 el ban croata pronto conquistó Zahumlje del rey Esteban Uroš I de Serbia durante la guerra de Hungría contra Serbia que se unió a Bosnia, pero la paz restauró a Zahumlje para Serbia.
Durante el reinado de Stjepan II, las tres iglesias estuvieron presentes en Bosnia. Los cristianos católicos vivían en las zonas urbanas de su reino, mientras que la minoría que eran adeptos de la iglesia bosnia habitaban algunas de las zonas rurales. Los serbios ortodoxos tenían predominio en la parte oriental de Hum y en las regiones fronterizas del este de Podrinje.
A lo largo de la Edad Media, Herzegovina fue compuesta de pequeños ducados por separado: Zahumlje (Hum), centrado alrededor de la ciudad de Blagaj y Travunia-Konavli, centrado en la ciudad de Trebinje. Estos estados fueron gobernados por príncipes semiindependiente, mayormente bajo el control de los príncipes serbios o en algunos casos de los búlgaros. A lo largo de varios siglos, estuvieron gobernados bajo Bosnia, Croacia y Serbia. Sus territorios incluían la moderna Herzegovina y parte de Montenegro y el sur de Dalmacia. El nombre Herzegovina fue adoptado cuando el duque (herceg) de San Sava, Stjepan Vukčić Kosača afirmado su independencia en 1435/1448.
La religión original de la población eslava de Bosnia y Herzegovina fue mezclada: había cristianos católicos y ortodoxos, pero la mayoría de la población indígena simplemente se llamaban a sí mismos un "buenos cristianos" (en bosnio: Dobri Krstjani) y pertenecían a la indígena iglesia bosnia. Esta iglesia era muy similar a la católica y la ortodoxia, pero bajo un obispo particular, y fue acusada por las autoridades católicas y ortodoxas de ser una herejía dualista y vinculada a los bogomilos. 
Los ban y reyes bosnios fueron católicos durante su reinado, con excepción de Stjepan Ostoja que mostró cierto interés en la iglesia bosnia mientras estaba en el trono. Hubo, sin embargo, varios nobles importantes que fueron Krstjani, como Hrvoje Vukčić, la familia Radenovic-Pavlovic, Hranić Sandalj, Stjepan Vukčić y Pablo Klešić. Fue bastante común para la Santa Sede que los gobernantes bosnios renunciaran a cualquier relación con la iglesia bosnia, o incluso realizar conversiones, a cambio de apoyo.

### Tvrtko I
A mediados del siglo XIV, Bosnia parece haber alcanzado su apogeo bajo el ban Tvrtko I (r. 1353-1391) que llegó al poder en 1353 y que fue rey desde 1377. Tvrtko I hizo de Bosnia un estado independiente y es considerado por muchos historiadores de haber sido inicialmente coronado en la ciudad de Milla cerca de la actual ciudad de Visoko, donde estaba la sede del estado en ese momento. En el apogeo de su poder, fue «rey de Serbia, Bosnia, Dalmacia, Croacia y el Litoral». etc.

### Decadencia
La conquista otomana de Bosnia y Herzegovina fue un proceso que comenzó aproximadamente en 1386, cuando se produjeron los primeros ataques del Imperio otomano al Reino de Bosnia (1377-1463). Fueron derrotados por las fuerzas bosnias en la batalla de Bilecha, siendo luego obligados a retirarse. El ejército bosnio participó en la batalla de Kosovo (1389), pero fue vencido por las tropas otomanas. Después de la caída de Serbia, los turcos lanzaron varias ofensivas contra el reino de Bosnia.
La primera presencia permanente de los ejércitos otomanos en Bosnia se estableció en 1414, después de que la región cerca de Donji Vakuf fuera capturada. En el período comprendido entre 1414 y 1418, el Imperio otomano conquistó las ciudades de Foča, Pljevlja, Čajniče y Nevesinje. Durante el mismo año fueron capturadas también Višegrad y Sokol. En 1415, el noble Sandalj Hranić, que controlaba la actual Herzegovina oriental, se convirtió en vasallo otomano. Al final de ese período, en la década de 1460, el territorio del Reino de Bosnia se había reducido significativamente, controlando  el Imperio otomano la totalidad de la actual Bosnia oriental, hasta el norte de Šamac, y el noble bosnio Esteban Vukčić Kosača gobernando toda la actual Herzegovina hasta el norte de Glamoč.